# Eva Miranda
Eva Miranda Galcerán es una matemática española especializada en sistemas dinámicos, especialmente en geometría simpléctica. Su investigación incluye el trabajo con Víctor Guillemin en las matemáticas subyacentes al problema de los tres cuerpos en la mecánica celeste.

## Educación y carrera
Miranda obtuvo una licenciatura en álgebra y geometría de la Universidad de Barcelona en 1999. Completó su Ph.D. en la misma universidad en 2003. Su tesis, Sobre la Linealización simpléctica de foliaciones lagrangianas singulares, fue supervisada por Carlos Currás Bosch.
Fue profesora asistente en la Universidad de Barcelona de 2001 a 2006 e investigadora postdoctoral en la Universidad de Toulouse de 2004 a 2007. De 2007 a 2009 fue investigadora Juan de la Cierva en la Universidad Autónoma de Barcelona, y en 2009 se incorporó al departamento de matemáticas de la Universidad Politécnica de Cataluña. Desde 2016 dirige el Laboratorio de Geometría y Sistemas Dinámicos de la Universidad Politécnica. En 2018 obtuvo el puesto de Catedrática en la UPC.

## Reconocimientos
Miranda ganó el Premio Acadèmia de la Institució Catalana de Recerca i Estudis Avançats (ICREA) en 2016 y se convirtió en profesora ICREA Acadèmia en la Universidad Politécnica de Cataluña en 2017.
También en 2017, Miranda se convirtió en la primera matemática española y la segunda mujer —después de Hélène Esnault— en ganar una Cátedra de Excelencia de la Fundación de Ciencias Matemáticas de París.
En 2021 fue conferenciante invitada en el congreso Europeo de Matemáticos 8ECM. En 2022, obtuvo un premio Bessel de la Fundación Alexander Von Humboldt y un nuevo premio ICREA Academia (Icrea Academia 2021). También en 2022, fue nombrada Hardy Lecturer 2023 por la London Mathematical Society. 
En diciembre de 2022 recibió el premio François Deruyts de la Academia Real Belga. Dicho galardón se concede cada cuatro años.